# Ólavsøka

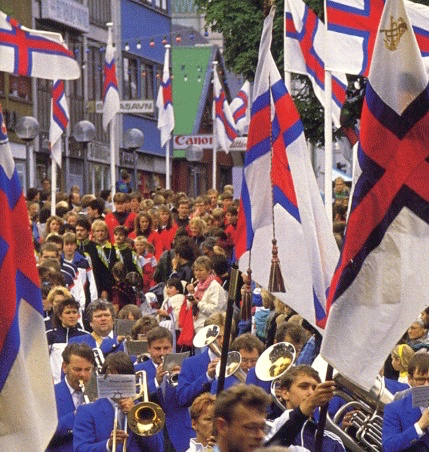
Parada na rua Niels Finsens gøta em Tórshavn

Ólavsøka é o maior festival de verão das Ilhas Faroé e é considerado como um feriado nacional, juntamente com o Dia da Bandeira, em 25 de abril. O festival é celebrado por vários dias, mas o dia do feriado em si é em 29 de julho é o dia em que o Løgting, o Parlamento das Ilhas Faroé, abre a sessão. O Ólavsøka também é um festival cultural e desportivo com corridas de barcos, jogos de futebol e outros eventos.
O significado literal é "Vigília de São Olavo" (vigilia sancti Olavi em latim), da morte de Olavo, o Santo na Batalha de Stiklestad em 1030, mas o Løgting antecede este evento. Como vários outros feriados das Ilhas Faroé, a vøka começa na noite anterior, de modo que Ólavsøka sempre começa em 28 de julho com uma cerimônia de abertura. Alguns eventos começam mesmo antes disso.